# Astylosternus diadematus
Astylosternus diadematus är en groddjursart som beskrevs av Werner 1898. Astylosternus diadematus ingår i släktet Astylosternus och familjen Arthroleptidae. IUCN kategoriserar arten globalt som sårbar. Inga underarter finns listade.